# Marcin Piekarski
Marcin Piekarski (* 21. September 1983 in Gorzów Wielkopolski) ist ein polnischer Rennrodler.
Marcin Piekarski ist von Beruf Mechaniker und lebt in Nowiny Wielkie. Seit 1997 rodelt er und gehört seit 1998 zum polnischen Nationalkader. Ab der Saison 2000/01 trat er als Obermann eines Doppelsitzers mit Łuczek Kruczek im Rennrodel-Weltcup an, seit 2003/04 mit Krzysztof Lipiński. Mit Lipiński erreichte er seine größten Erfolge, darunter 2003/04 den zwölften Platz in Lake Placid als bestes Einzelergebnis und 2002/03 sowie 2003/04 als 16. des Gesamtweltcups. Die Rennrodel-Weltmeisterschaften 2005 in Park City beendeten sie als 19. im Doppelsitzer und als Neunte mit dem polnischen Team im Mannschaftswettbewerb. Bei der Europameisterschaft 2006 in Winterberg wurden sie im Doppel erneut 19. und mit dem Team 18. Bei den anschließenden Olympischen Spiele 2006 von Turin erreichte das Duo sein bestes Ergebnis bei einem Großereignis, den 17. Platz. Ab der Saison 2006/07 bildet er mit seinem Bruder Grzegorz Piekarski ein Rodeldoppel. Ihre besten Ergebnisse erreichten sie in ihrer ersten Saison in Königssee mit dem 19. Platz. Bei den Rennrodel-Weltmeisterschaften 2007 in Igls wurden sie 22. mit dem Doppelsitzer und Zehnte mit dem Team.

## Weblink
- Marcin Piekarski in der Datenbank des Internationalen Rodelverbandes

| Personendaten    | Personendaten         |
| ---------------- | --------------------- |
| NAME             | Piekarski, Marcin     |
| KURZBESCHREIBUNG | polnischer Rennrodler |
| GEBURTSDATUM     | 21. September 1983    |
| GEBURTSORT       | Gorzów Wielkopolski   |